# 머리털 바람개비 은하
머리털 바람개비 은하(영어: Coma Pinwheel Galaxy, M99, NGC 4254)는 지구에서 약 6,000만 광년 떨어져 있으며, 머리털자리에 위치한 막대나선은하이다.
이 은하는 머리털자리 은하단에 속하며, 눈에 보이지는 않는다. 그리고 중성 수소 가스가 많이 있어 이 은하와 VIRGO HI21 은하의 길목이 되고 있다. 그리고 이 은하는 암흑 물질을 많이 포함하고 있어 이런 형태의 은하를 '암흑 은하'로 부르기도 한다. VIRGO HI21와 이 은하는 중성 수소 가스가 많아서, 은하의 크기가 상대적으로 작아졌다. 현재 이 은하에서 총 4개의 초신성이 발견되었다.

## 역사
1781년 3월 17일 프랑스의 천문학자 피에르 메생이 발견하였다. 발견 당시 샤를 메시에도 있었으며, 메시에는 이 천체를 메시에 목록에 등록하였다. 메시에 목록에는 많은 성단, 성운, 은하가 올라와 있고 가장 많이 쓰이는 중요한 천체 목록이다. 메시에 99는 최초로 나선팔 패턴이 뚜렷하게 보였다. 이 나선팔 패턴을 발견한 로드 로스는 19세기 중엽에 발견하였다.

## 초신성
현재까지 4개의 초신성이 M99에서 발견되었다. SN 1967H라 명명된 II형 초신성은 1967년 5월 최대 14등급까지 밝았다. SN 1972Q라는 II형 초신성은 1972년 12월 16일 발견되었으며 최대 +15.6등급까지 밝게 빛났다. SN 1986I는 I형 초신성으로 1986년 5월 17일 발견되었으며 당시 최대 +14등급으로 빛났다. 최근에 발견된 SN 2014L는 Ic형 초신성이며 2014년 1월 26일 최대 +15.4등급으로 빛났다.

## 같이 보기
- 남쪽 바람개비 은하
- 바람개비 은하